# Groß Stöckheim
Groß Stöckheim ist ein Stadtteil der Kreisstadt Wolfenbüttel im gleichnamigen Landkreis in Niedersachsen.
Die benachbarten Stadtteile sind Fümmelse, Auguststadt und Schwedenschanze sowie der Braunschweiger Stadtbezirk Braunschweig-Süd und der Salzgitteraner Stadtteil Thiede.

## Geschichte
Die erste urkundliche Erwähnung erfolgte 1051, als Kaiser Heinrich III. (HRR) die Kirche dem Bistum Hildesheim übertrug; es wurde eine Archidiakonatskirche. Der Archidiakon war zugleich Domkanoniker am Hildesheimer Dom, darunter Dietrich von Dasle, der 1398 beurkundet ist. Der Ort war regelmäßig Sitz eines Sendgerichts und eines Landgerichts.
Über Jahrhunderte war das Hochstift Hildesheim im Ort begütert. Im Dreißigjährigen Krieg wurde der Ort zerstört. Danach versorgte der jeweilige Herzog hier Bedienstete mit Besitz.
Am 1. März 1974 wurde Groß Stöckheim in die Kreisstadt Wolfenbüttel eingegliedert.

## Politik

### Ortsrat
Der Ortsrat, der Groß Stöckheim vertritt, setzt sich aus sieben Mitgliedern zusammen. Die Ratsmitglieder werden durch eine Kommunalwahl für jeweils fünf Jahre gewählt.
Bei der Kommunalwahl 2021 ergab sich folgende Sitzverteilung:
| Ortsrat 2021Insgesamt 7 Sitze - SPD: 5 - FDP: 1 - CDU: 1 |

### Ortsbürgermeister
Ortsbürgermeister ist Michael Hofmann (SPD).

### Wappen
Das Ortswappen greift die Wappenfarben des Bistums Hildesheim auf.

## Kultur und Sehenswürdigkeiten
- Die heutige Apostelkirche wurde nach den Zerstörungen des Ortes 1678 und 1792 jeweils neu gebaut. Das Kirchenschiff steht heute noch, der Turm wurde 1892 erneuert.
- Ende des 17. Jahrhunderts wurde der langgestreckte Barockbau im Nordosten des Dorfs errichtet, der sogenannte Schriftsassenhof.
- Ein Grabhügel am Leiferder Weg soll aus der Zeit vor dem ersten Jahrtausend stammen.

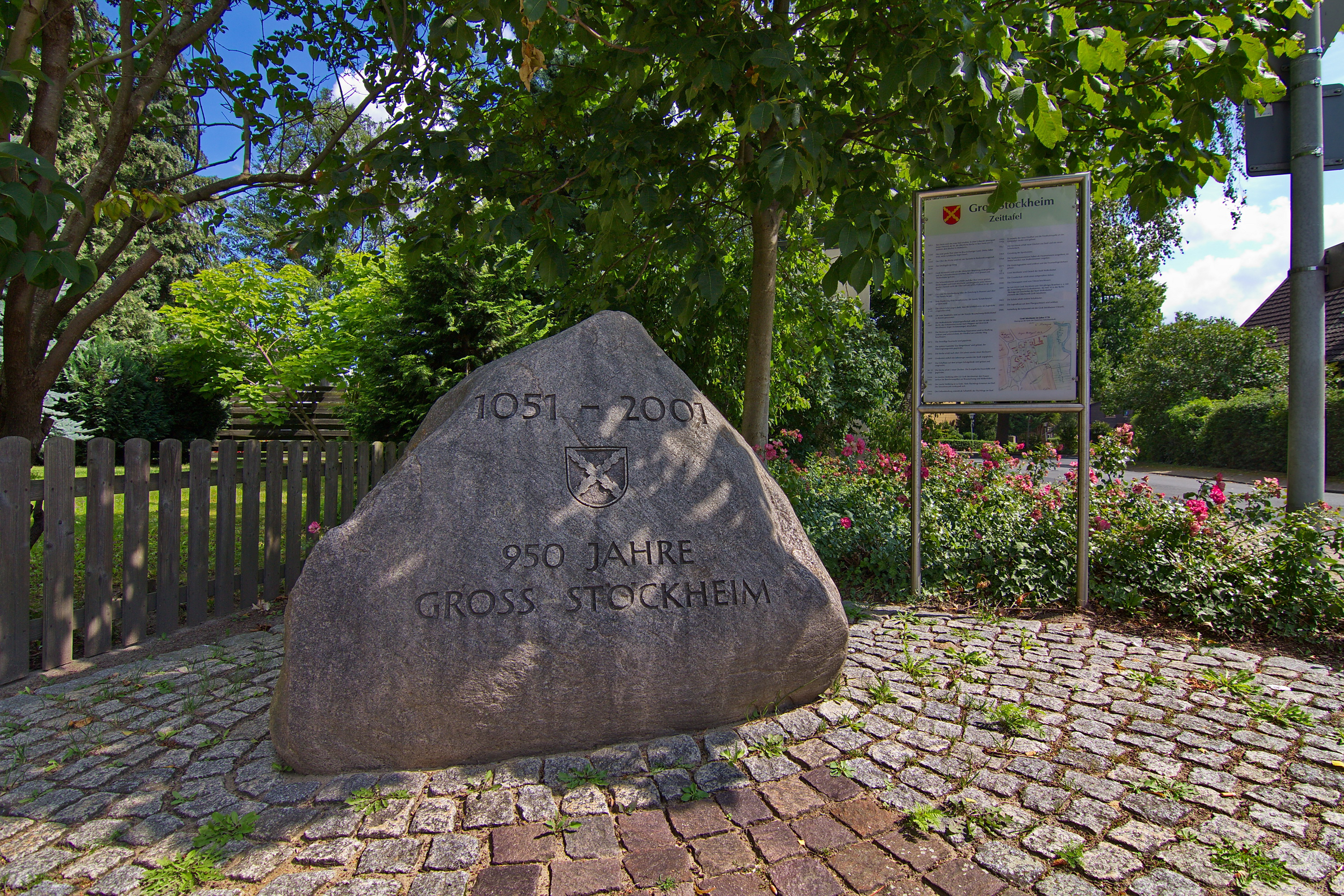
Gedenkstein
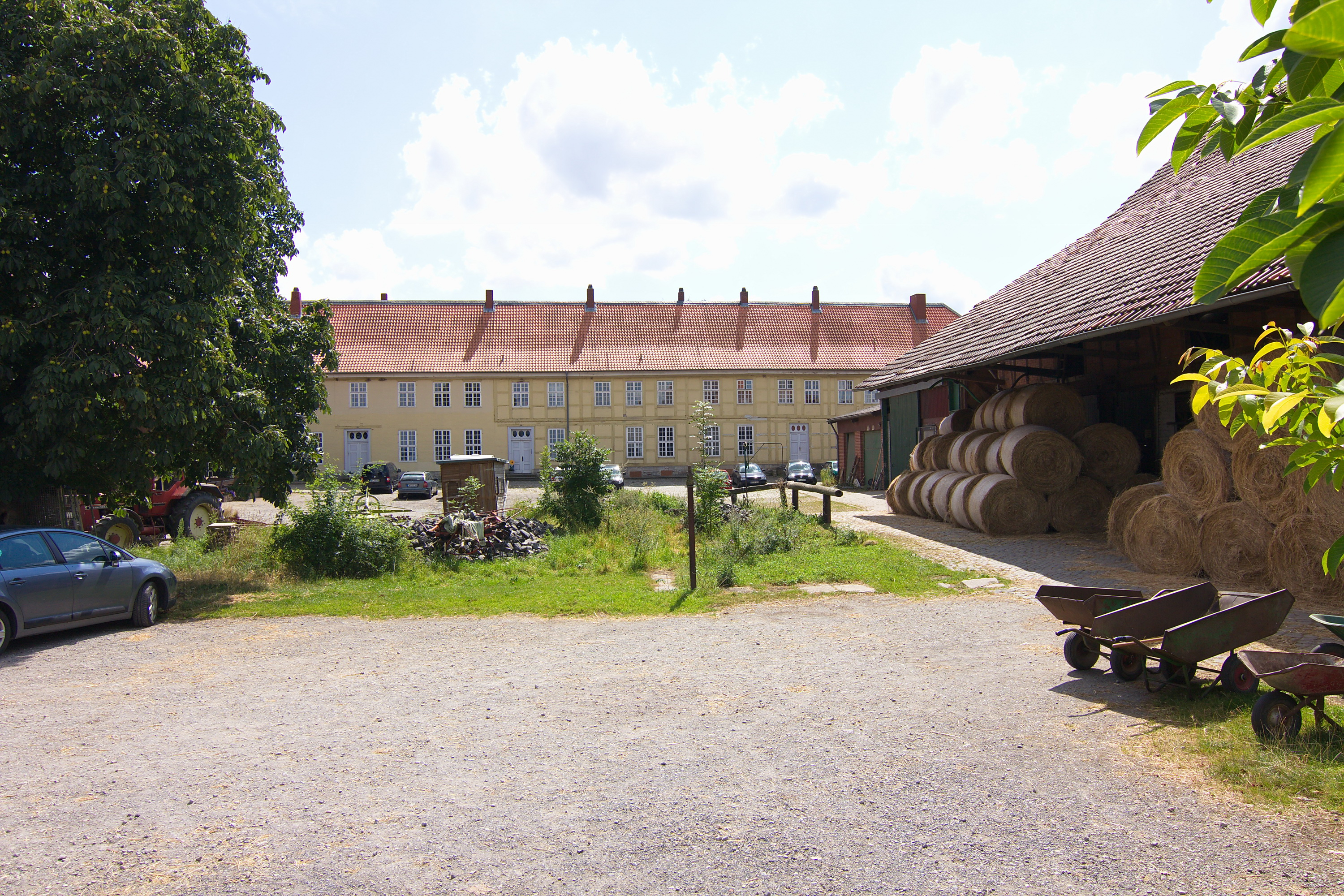
Schriftsassenhof
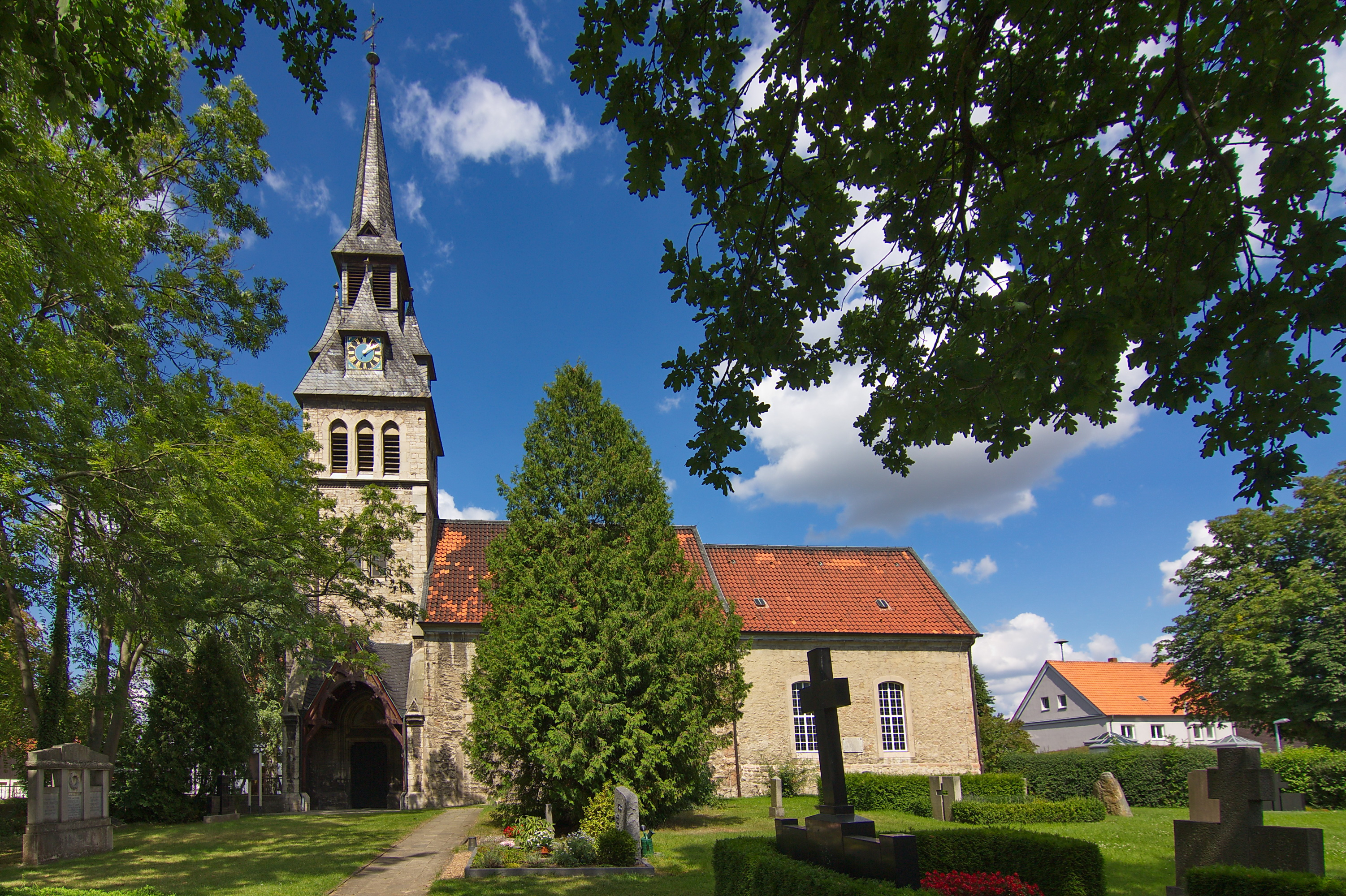
Apostelkirche
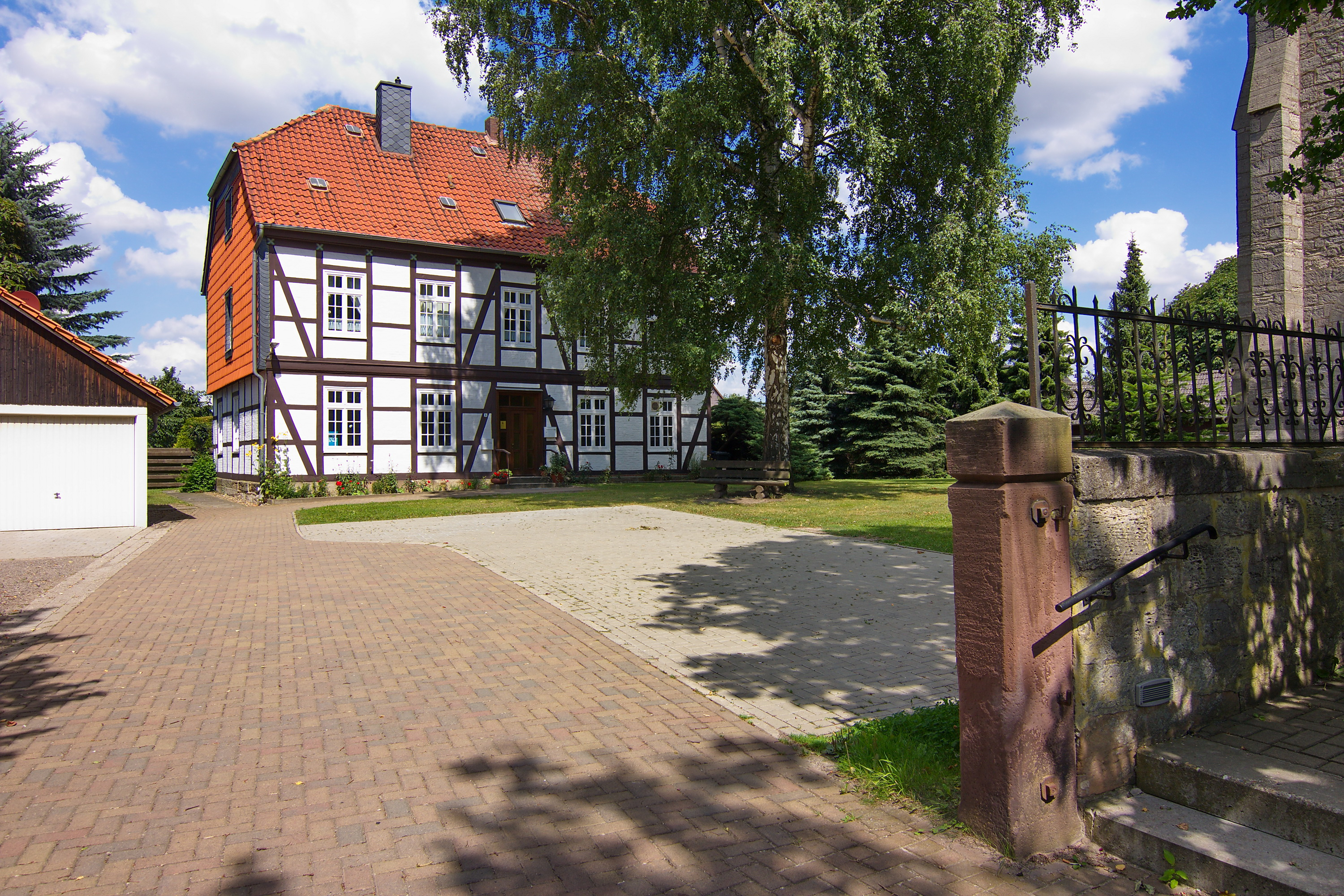
Pfarrhaus

## Verkehr und Infrastruktur
Groß Stöckheim wird über die Ausfahrt Wolfenbüttel Nordwest der Autobahn A 36 erreicht. Am Rand der Ortschaft verlaufen die Bundesstraßen B 79 und B 248.
Durch Groß Stöckheim verläuft die hier zweigleisige Bahnstrecke Braunschweig–Bad Harzburg. Zugang zum Regionalverkehr erhält man in Wolfenbüttel und Salzgitter-Thiede. Der nächste Bahnhof des Fernverkehrs ist Braunschweig Hbf.
Die Ortschaft wird von Bussen der Kraftverkehrsgesellschaft Braunschweig sowie lokalen Busunternehmern angefahren.
Eine Grundschule befindet sich im Ort, weiterführende Schulen müssen in Wolfenbüttel besucht werden. Das Städtische Klinikum Wolfenbüttel befindet sich im benachbarten Ortsteil Schwedenschanze. Das Vereinsleben bestreiten u. a. die Freiwillige Feuerwehr und der Männergesangsverein.

## Söhne und Töchter des Ortes
- Hans Keidel (1877–1954), deutsch-argentinischer Geologe